# Cidinha da Silva

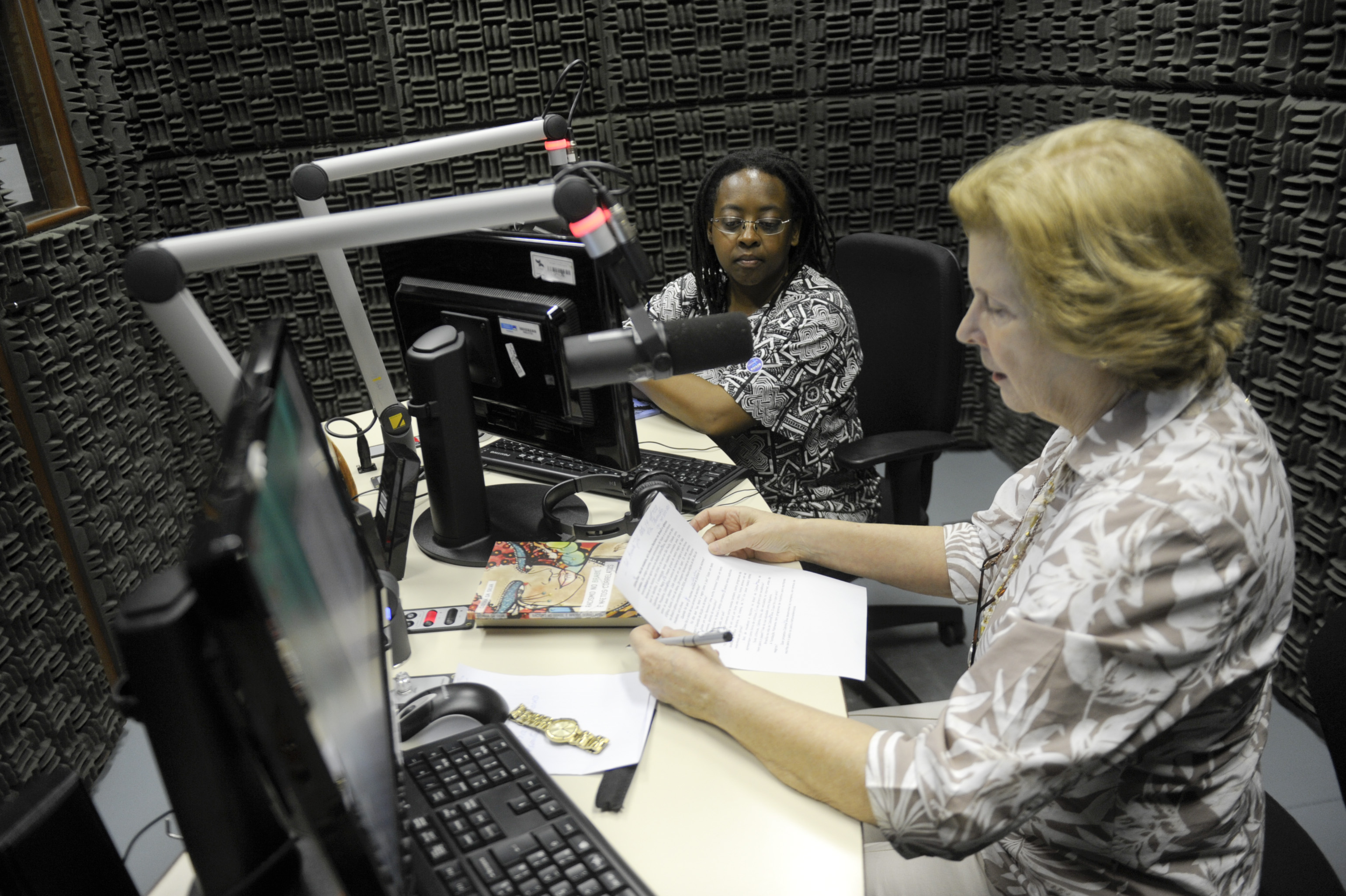
Margarida Patriota entrevista a escritora Cidinha da Silva, no programa Autores e Livros, da Rádio Senado.

Maria Aparecida da Silva (Belo Horizonte, 1967) é uma escritora brasileira.
Graduou-se em História pela Universidade Federal de Minas Gerais. Presidiu o Geledés - Instituto da Mulher Negra e fundou o Instituto Kuanza, que promove ações de educação, ações afirmativas e articulação comunitária para a população negra. Foi gestora de cultura na Fundação Cultural Palmares.

## Obras

### Contos
- Você me deixe, viu? Eu vou bater meu tambor! Belo Horizonte: Mazza Edições, 2008.
- Um Exu em Nova York. Rio de Janeiro: Pallas Editora, 2018.

### Crônicas
- Cada Tridente em seu lugar e outras crônicas. São Paulo: Instituto Kuanza, 2006. 2. ed., rev. Belo Horizonte: Mazza Edições, 2007.
- Oh margem! reinventa os rios! São Paulo: Selo Povo, 2011.
- Racismo no Brasil e afetos correlatos. Porto alegre: Conversê Edições, 2013.
- Baú de miudezas, sol e chuva. Belo Horizonte: Mazza, 2014.
- Sobre-viventes. Rio de Janeiro: Pallas, 2016.
- Parem de nos matar! São Paulo: Editora Ijumaa, 2016.

### Infanto-juvenil
- Os nove pentes d´África. Belo Horizonte: Mazza Edições, 2009.
- Mar de Manu. São Paulo: Kuanza Produções, 2011.
- Kuami. Belo Horizonte: Nandyala, 2011.

### Poesia
- Canções de amor e dengo. São Paulo: Edições Me Parió Revolução, 2016.

### Teatro
- Engravidei, pari cavalos e aprendi a voar sem asas, grupo Os Crespos, 2013.
- Os coloridos, grupo Os Crespos, 2015.

### Organização
- Ações Afirmativas em Educação: experiências brasileiras. São Paulo: Summus/Selo Negro, 2003.
- Africanidades e relações raciais: insumos para políticas públicas na área do livro, leitura, literatura e bibliotecas no Brasil. Brasília: Fundação Cultural Palmares, 2014.